# Mysterna
Mysterna est une localité de Suède située dans la commune de Göteborg du comté de Västra Götaland. Elle couvre une superficie de 1,07 km2. En 2010, elle compte 3 418 habitants.